# Hawaiiskjorta

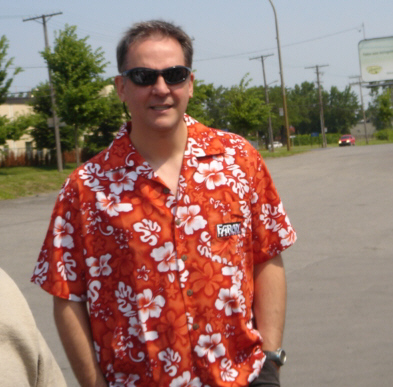
Kanadensiska TV-personligheten Denis Talbot i Hawaiiskjorta.

Hawaiiskjorta är en kortärmad mönstrad skjorta, ofta i bjärta färger, och med motiv som anspelar på Hawaii eller Polynesien. Skjortorna har öppen krage och är ofta försedda med bröstficka. De är rakt skurna i livet eftersom de är avsedda att bäras utanpå byxorna.

## Historik
Under 1800-talet skapades en skjortmodell som kallades palaka när plantagearbetare från bland annat Japan, Kina, Portugal och Filippinerna skapade en sval kortärmad utanpåskjorta utifrån nationella varianter och med inspiration från sjömanskläder. På 1930-talet dök det upp färgade skjortor gjorda av exempelvis kimonotyg.
Affärsmannen Ellery Chun lät sy upp skjortor från överblivet kimonotyg 1935 och annonserade ut dessa som Aloha Shirts, "Aloha-skjortor", där aloha är en hawaiiansk hälsningsfras. Ellery Chun varumärkesskyddade benämningen och i USA är Aloha Shirt fortfarande det mest etablerade namnet på modellen.

Under andra världskriget blev skjortan populär bland amerikanska soldater som var stationerade på Hawaii och Polynesien. När turismen ökade i slutet av 1940-talet och början av 1950-talet blev Hawaii ett populärt turistmål och skjortmodellen blev synonym med ledighet.

## Populärkultur
I filmen Härifrån till evigheten som utspelar sig på Hawaii i början av andra världskriget bär bland annat Montgomery Clift hawaiiskjorta. Elvis gjorde tre filmer som utspelade sig på Hawaii: Blue Hawaii, Girls! Girls! Girls! och Hawaiian Paradise. Dessa filmer och flera uppträdanden och privata besök på Hawaii gjorde skjortan synonym med Elvis. I filmen Scarface bär huvudpersonen, exilkubanen Tony Montana, hawaiiskjorta i Miami och i teveserien Magnum bär huvudpersonen spelad av Tom Selleck hawaiiskjorta som normalt är nedstoppad i byxlinningen.